# Opera (Tresoldi)
Opera è un'installazione permanente di Edoardo Tresoldi situata sul lungomare di Reggio Calabria.

## Storia
Il sindaco di Reggio Calabria Giuseppe Falcomatà, nel 2018, commissiona un'opera per il lungomare a Edoardo Tresoldi, che decide di realizzare la struttura in quello che ritiene un punto più intimo del lungomare: un parco situato tra le due vie principali.
L'inaugurazione avviene il 12 e 13 settembre 2020 e vede la partecipazione di numerosi artisti, tra cui il compositore Teho Teardo, lo scrittore e poeta Franco Arminio e il cantautore Brunori Sas.
Per Tresoldi questa è la seconda opera in Calabria dopo Il Collezionista di Venti, situata a Pizzo Calabro. È inoltre la sesta opera permanente dello scultore sul territorio nazionale.

## Descrizione
Opera è una struttura composta da un colonnato che conta 46 colonne. L'opera si estende su una superficie di 2500 metri quadrati, dove le colonne sono posizionate in modo tale da creare un'armonia unita ad una disarmonia rispetto al naturale percorso indicato dal parco. La struttura è interamente composta in rete metallica e ogni colonna ha un'altezza di 8 metri.

## Significato
(Edoardo Tresoldi, su "Elle Decor" del 13 settembre 2020)
L'artista con questa opera mira a realizzare un collegamento contemplativo tra l'essere umano e il luogo che con quest'opera acquista una nuova chiave di lettura. Le colonne richiamano la tradizione classica occidentale. L'artista utilizza la rete metallica per creare un effetto di trasparenza, che non ostacola la vista dello Stretto di Messina ma ne esalta la visione.